# سلام شاكر

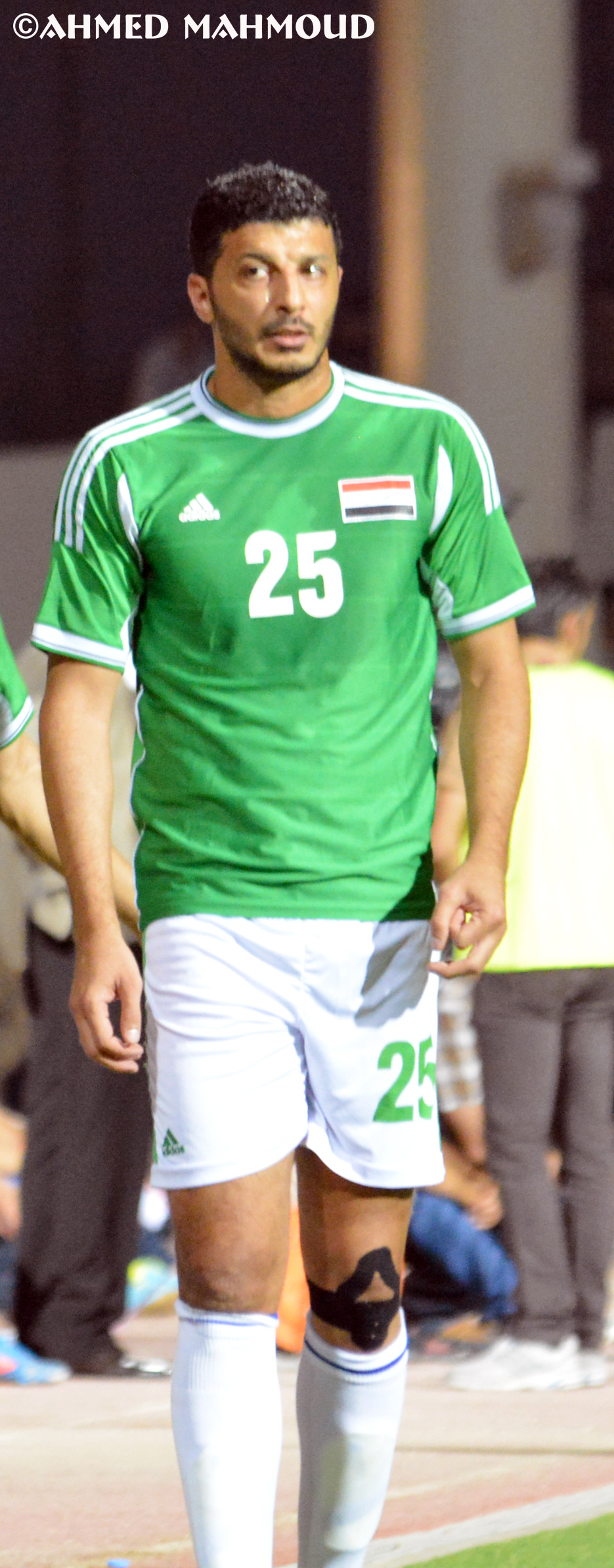
سلام شاكر

سلام شاكر علي داد ميرزا (من مواليد 15 مايو 1986)، هو لاعب كرة قدم عراقي معتزل . مدرب نادي الخور القطري حاليا .
والده شاكر علي داد ميرزا أيضا لعب لصالح المنتخب العراقي.

## شخصية اللاعب
على نفس القدر من الفعالية في مجال الدفاع وأكثر ابتكارا في خط الوسط، يعتبر سلام واحدا من ألمع النجوم الشباب. ولد في تموز/يوليو 1986، تصدر سلام أولا عناوين الصحف عندما وقع عقدا مع فريق الطلبة العريق عام 2005 وعمره 18 عاما. وبعد عامين أمضاها في صفوف فريقه الثاني اربيل، انتقلت الموهبة الناشئة إلى الخور القطري.
عرف شاكر التألق نفسه على الصعيد الدولي. بعدما شارك مع المنتخب العراقي الأولمبي في دورة الألعاب الآسيوية عام 2006 في الدوحة وتوج معه بالميدالية الفضية، أستدعي للمنتخب العراقي الرديف عام 2007 للمشاركة في كأس ملك تايلاند. وكان أول ظهور له مع المنتخب العراقي الأول في كانون الثاني/يناير 2008 عندما لعب دورا دفاعيا في مباراة العراق الودية أمام الأردن والتي انتهت بالتعادل 1-1.
وأضاف شاكر مباراتين دوليتين إلى رصيده من خلال مشاركته في التصفيات المؤهلة لكأس العالم 2010 في جنوب أفريقيا والتي فشل فيها المنتخب العراقي، حيث خاض المباراة كاملة أمام الصين والتي انتهت بالتعادل 1-1، قبل أن يشارك أساسيا في المباراة التي خسرها أمام قطر صفر-1
وسجل اللاعب الموهوب أول هدف دولي له مع نظيره المنتخب السوري في مباراة ودية اقيمت في سوريا على ارض ملعب العباسيين وتم تسجيل الهدف في الدقائق الأخيرة من المباراة وتحديداً في الدقيقة 88 وشارك شاكر مع منتخب بلاده في نهائيات كأس امّم اسيا 2015 وقدم بطولة رائعة كانت حصيلتها النهائية المركز الرابع في البطولة.أعلن اعتزاله اللعب دوليا في 29\3\2016 بعد مباراة العراق وفيتنام في التصفيات المزدوجة المؤهلة لكاس اسيا 2019 في الإمارات وكاس العالم 2018 في روسيا.

## روابط خارجية
- سلام شاكر على موقع الاتحاد الدولي (مؤرشف)  (الإنجليزية)
- سلام شاكر على موقع قاعدة بيانات كرة القدم.إي يو (الإنجليزية)
- سلام شاكر على موقع ناشيونال فوتبول تيمز (الإنجليزية)
- سلام شاكر على موقع Soccerway.com (الإنجليزية)